# Episodi di Tracy e Polpetta (quarta stagione)
La quarta stagione della serie televisiva 'Tracy e Polpetta' è stata trasmessa in Italia nel 2007 su Rai 2.
| nº | Titolo                      | Prima TV Italia |
| -- | --------------------------- | --------------- |
| 1  | Il bello addormentato       | ?               |
| 2  | Di che zainetto sei?        | ?               |
| 3  | Una famiglia spaziale       | ?               |
| 4  | Qui Polpetta ci cova        | ?               |
| 5  | Un robot per amico          | ?               |
| 6  | L'amica virtuale            | ?               |
| 7  | Il ciclista senza macchia   | ?               |
| 8  | Dolcetto o scherzetto?      | ?               |
| 9  | Caos in casa                | ?               |
| 10 | Cena a sorpresa             | ?               |
| 11 | Che bello il ballo          | ?               |
| 12 | Vado vendo e gioco!         | ?               |
| 13 | Una giornata a secco        | ?               |
| 14 | Il piccolo ospite           | ?               |
| 15 | Chi ha mamma forchetta?     | ?               |
| 16 | Squeaky Honky il clown      | ?               |
| 17 | Il vestito non fa il pirata | ?               |
| 18 | Tutti in forma              | ?               |
| 19 | Bulli e talpe               | ?               |
| 20 | Ave avo!                    | ?               |
| 21 | Il pirata barometro         | ?               |
| 22 | ?                           | ?               |
| 23 | ?                           | ?               |
| 24 | ?                           | ?               |
| 25 | ?                           | ?               |
| 26 | ?                           | ?               |

## Il bello addormentato

### Trama
Tracy ha avuto la bella idea di iscriversi ad una scuola di teatro dove può imparare a recitare gratuitamente. Anche tutti gli altri amici si iscrivono alla scuola, ma non riescono a collaborare tra loro ed hanno continuamente discussioni. In questi casi, l'unico che riesce a riportare la calma è il maestro Geremy.  Dopo diversi giorni di prove come attori, finalmente tutti riescono a completare la scena del risveglio della bella addormentata, con Polpetta nel ruolo della bella addormentata e Van Ruben nel ruolo del cavallo che porta sulle spalle il principe Tracy. Purtroppo, però, anche questa volta, alla fine della scena inizia una discussione tra i quattro amici, e nemmeno l'insegnante Geremy riuscirà ad essere di aiuto. 

## Di che zainetto sei?

### Trama
In questo episodio si insegnano i nomi di alcuni articoli scolastici.
Tracy chiede dei soldi a Bill per acquistare quello che gli serve per la scuola: uno zainetto, una penna, un righello e una gomma, ma riesce ad ottenere solo 10 sterline.
Nel negozio Tracy vede due diversi zainetti e si lascia convincere dalla sua amica Jamima ad acquistare quello più alla moda, che è anche il più costoso, rimanendo così senza penna, righello e gomma.
Polpetta scopre che Jamima non vuole essere amica di chi possiede qualcosa di vecchio e per provocarla finisce per danneggiare il nuovo zainetto.
Per aiutare Tracy, Van Ruben le regala il suo vecchio zainetto e Tracy scopre che piace molto alla sua insegnante.

## Una famiglia spaziale

### Trama
Bill viene preso in giro da tutti perché crede di essere intelligente e per questo motivo se ne torna a casa propria.
Quella stessa notte nell'armadio appaiono tre extraterrestri con la forma di bidone che annunciano di voler cambiare tutti i colori del pianeta Terra, a cominciare da Tracy e Polpetta.
I tre extraterrestri sono in realtà la vera famiglia di origine di Bill e vorrebbero riportarlo sul proprio pianeta.
Dopo la partenza di Bill, tutti piangono e sentono la sua mancanza, ma con sorpresa Bill torna indietro perché solo in quella famiglia si sente a casa propria.

## Qui Polpetta ci cova

### Trama
Questo episodio insegna ad usare i numeri fino a 20.
I quattro amici si recano al museo di storia naturale dove il prof. Bone spiega che anche i dinosauri deponevano le uova e che queste si possono riconoscere da alcune macchiette rosse sul guscio.
Polpetta decide di covare sotto le coperte 7 uova che ha trovato in casa, ma senza volere le macchia di rosso con la marmellata e per questo Ruby ne ruba 3 per venderle al prof. Bone come uova di dinosauro. Non riuscendo nell'impresa Ruby le riporta a Polpetta e un bel giorno da queste uova vengono alla luce... 7 dolci tartarughine!

## Un robot per amico

### Trama
In questo episodio si insegnano i termini per indicare le parti del corpo umano. 
A scuola Tracy ha imparato tutto a proposito dei robot, e tutti decidono di costruirne uno usando molte scatole di ferro e dello spago.
Per colpa del suo recente raffreddore magico Bill produce involontariamente una magia, e durante la notte il robot prende vita.
Van Ruben scopre che il robot può eseguire ogni suo comando o azione criminale, ma il robot è intelligente e non obbedisce a questo tipo di ordini.
Per vendicarsi Van Ruben colpisce il robot che però si ribella e poi decide di andarsene via per sempre.
La punizione per Van Ruben è quella di essere obbligato a muoversi come un robot, ancora una volta per colpa del raffreddore magico di Bill.

## L'amica virtuale

### Trama
Tracy decide di studiare anche senza libro, usando il computer ed Internet.
Utilizzando anche la sua e-mail Tracy conosce un'amica virtuale con cui si confida continuamente su tutto, trascurando i suoi veri amici.
Recandosi all'Internet Point Polpetta scopre che l'amica virtuale è in realtà una vecchia conoscenza di Tracy, Jamima, che vuole far conoscere a tutti i segreti di Tracy per prenderla in giro.
Jamima viene fermata in tempo, sia grazie all'intervento di Polpetta, sia grazie all'aiuto di un sorprendente postino elettronico.

## Il ciclista senza macchia

### Trama
In questo episodio si insegnano i nomi degli indumenti personali.
Polpetta vuole partecipare alla prossima gara internazionale di ciclismo e, per poter acquistare una bicicletta usata, decide di aiutare Arnold in una lavanderia.
Le entrate della lavanderia diminuiscono a causa dell'apertura di una lavanderia self-service, e Polpetta decide di aiutare Arnold sporcando intenzionalmente i vestiti delle persone che incontra e facendo volantinaggio alla lavanderia di Arnold.
Per fortuna la lavanderia self-serfice chiude, diventando una paninoteca, e Polpetta riesce ad acquistare la sua bicicletta usata, ma per ripararla finisce per macchiarsi tutto di olio e grasso.

## Dolcetto o scherzetto?

### Trama
In questo episodio si presenta la festività di Halloween.
Lungo la strada si trova Fred, un vecchio amico ritornato a Londra che propone a Tracy e Polpetta degli scherzi di Halloween come i denti da vampiro e i cuscini rumorosi. Van Ruben odia il giorno di Halloween e per vendicarsi degli scherzi che ha dovuto subire da parte dei suoi amici, chiede aiuto a Fred. In realtà, però, anche Fred gioca uno scherzo a Van Ruben e tutti scoppiano a ridere quando Van Ruben si presenta travestito con un costume da pollo.
Successivamente anche Fred si traveste con uno spaventoso costume da dio della morte con una finta falce, facendo spaventare ancora una volta il povero Van Ruben.

## Caos in casa

### Trama
In questo episodio si insegnano i termini per indicare i mobili all'interno di un'abitazione.
Nella casa di Tracy regna una gran confusione, e tutti si dànno reciprocamente la colpa.
Polpetta esce ed incontra un signore al bar e, credendo che sia un arredatore, decide di invitarlo a casa per farsi aiutare a sistemare gli interni.
Dato che l'estraneo rimane in casa per tre giorni, i quattro amici hanno dei sospetti, fino a quando scoprono di essere stati ingannati da un turista in viaggio, che voleva solo trovare un posto per dormire.
Van Ruben riesce a cacciare via l'impostore, ma il problema principale rimane irrisolto e tutti ritornano a discutere per colpa della confusione in casa.

## Cena a sorpresa

### Trama
In questo episodio si insegnano i nomi degli alimenti.
Tracy mangia da un po' di tempo solo cibo spazzatura, come le patatine fritte, rifiutando qualsiasi altra cosa, e riempiendosi di brufoli sul viso.
Per risolvere il problema, Van Ruben propone di far preparare la cena da un cuoco fantasma di sua conoscenza, Black Snake, famoso per aver cucinato in una nave pirata.
Black è un eccellente cuoco, ma ha un aspetto poco raccomandabile, soprattutto per il serpente Betsy che indossa nei capelli.
Il giorno successivo Tracy ha paura di incontrare di nuovo questo cuoco fantasma e smette di mangiare cibo spazzatura per evitare di avere nuovi brufoli. Tutto il cibo spazzatura viene perciò regalato da Polpetta al serpente Betsy, che non ha mai problemi di brufoli.

## Che bello il ballo

### Trama
In questo episodio si insegnano le operazioni numeriche.
Tracy si rifiuta di giocare con Polpetta perché vuole solo esercitarsi nella danza classica e per farlo decide di acquistare un nuovo stereo con riproduttore CD.
Polpetta si sente escluso e non accetta la nuova passione di Tracy, così decide di giocare da solo rimbalzando su un'enorme palla saltante.
Tracy si reca a spedire la lettera per acquistare lo stereo, ma per errore Van Ruben inserisce nella cassetta postale anche denaro di Tracy. I due amici provano a spiegare la situazione al postino, che purtroppo si rifiuta di aiutarli, ma per fortuna il pirata riesce a recuperare lo stesso il denaro.
Quando il postino consegna il pacco, tutti, compreso il postino, si mettono in costume per eseguire un divertente balletto di danza classica e Polpetta grida "Che bello il ballo!"

## Vado vendo e gioco!

### Trama
Van Ruben ha la passione dei videogiochi e per poter trovare i soldi necessari a giocare, decide di rubare e di rivendere gli oggetti in casa, come le tazze per il latte e il barattolo del cacao.
Tracy scopre tutto e mette al corrente Jerry, il negoziante, mentre Polpetta viene convinto da Van Ruben che il furto sia servito per aiutare un mendicante.
Alla fine, messo alle strette, Van Ruben ammette di avere un problema di dipendenza da videogiochi e per rimediare al furto, dovrà lavorare gratis come cane da guardia notturno nel negozio di Jerry.

## Una giornata a secco

### Trama
Questo episodio insegna i termini delle attività con l'acqua e l'importanza dell'acqua stessa. 
Polpetta muove accidentalmente un rubinetto sotto al lavandino ed improvvisamente non arriva più acqua corrente in tutta la casa.
Questo è causa di disagio per tutti, soprattutto per Ruby, che per poter usare anche la razione d'acqua di Tracy le fa credere che chiunque si lavi con acqua si restringe in dimensioni. Per questo motivo Tracy evita di lavarsi fino a che la sua puzza diventa insopportabile e viene a scoprire dagli altri di essere stata vittima di un inganno. Per vendicarsi Tracy afferra la pistola ad acqua di Ruby per colpirlo con tutta l'acqua che tanto desiderava.

## Il piccolo ospite

### Trama
In casa Tracy aspetta l'arrivo di un nuovo ospite: Rufy Fufi. Dopo aver capito che l'ospite a sorpresa è in realtà un criceto in gabbia, inizia una difficile convivenza con gli amici di Tracy che decidono di rivolgersi ad un disinfestatore professionista per eliminarlo definitivamente.
Per fortuna Rufy si salva mordendo il disinfestatore ed uscendo dalla sua gabbia.
Passate due settimane, Rufy sta per tornare dal suo vero proprietario, e adesso Polpetta e Van Ruben si rendono conto di essere stati poco amichevoli con Rufy e lo salutano. Tuttavia, da quanto dice Tracy, sembra che presto Rufy potrebbe ritornare ancora...

## Chi ha mamma forchetta?

### Trama
Polpetta sta mangiando molti sacchetti di patatine mentre Tracy e Van Ruben stanno collezionando le sorpresine che si trovano al loro interno. Mentre Bill li rimprovera per lo spreco di tempo e di denaro, Polpetta incontra al minimarket un ragazzo che possiede una di queste sorprese che manca sia a Van Ruben che a Tracy: la figurina di Mamma Forchina.
Venuti a conoscenza della notizia, Tracy e Van Ruben cercano di raccogliere alcuni vecchi oggetti in casa per poter fare uno scambio.
Van Ruben riesce per primo a fare lo scambio portando un vecchio francobollo, ma poi scopre che il francobollo valeva 1000 sterline. 

## Squeaky Honky il clown

### Trama
Oggi è il compleanno di Tracy e Polpetta vuole chiamare un vero mago professionista per una festa a sorpresa per Tracy.
Arriva in casa il clown Squeaky Honky che fa diventare Tracy la vittima dei suoi scherzi fino a che Stig si mangia la trombetta del clown e lo fa andare via.
Per rimediare alla situazione Bill, insieme a Polpetta (Harry Polpettini), si presta ad un gioco di vera magia facendo apparire una vera torta e quando il clown ritorna per prendere una valigetta che aveva dimenticato, viene cacciato da Tracy dalla finestra.

## Bulli e talpe

### Trama
Tracy e Polpetta accusano Van Ruben di comportarsi da prepotente con Stig.
Per punire Van Ruben, Polpetta si mette un paio di occhiali da sole e finge di essere Dragon, il cugino inglese di Polpetta, più prepotente di Van Ruben.
Quando Van Ruben scopre di essere stato ingannato, decide di vendicarsi invitando il vero Dragon in casa.
Il vero Dragon chiude tutti quanti dentro un armadio, ma poi si mette a piangere perché non ha amici. In questo momento Van Ruben ha imparato una grande lezione: i prepotenti non hanno amici veri.

## Ave avo!

### Trama
Van Ruben viene disturbato dai continui bisticci e dagli scherzi di Tracy e Polpetta. Bill decide di chiamare in aiuto William (il fantasma del bisnonno di Tracy) che esce per magia da un vecchio dipinto e impone in casa le regole di una caserma. Il suo motto è: i bambini si devono vedere, ma non sentire.
Van Ruben cerca di sfruttare la situazione fingendo di essere un generale, ossia un collega di William, e anche loro due finiscono per comportarsi come dei bambini egoisti. Tracy e Polpetta hanno imparato la lezione, Bill decide quindi di rimandare William dentro al dipinto e chiede a Van Ruben di sopportare gli innocenti scherzi di Tracy e Polpetta.

## Il pirata barometro

### Trama
In questo episodio si insegnano i termini sulla meteorologia. Tracy conduce una trasmissione televisiva dedicata alle previsioni del tempo, ma Van Ruben la accusa di sbagliare sempre le previsioni e vorrebbe prendere il suo posto.
Tuttavia Tracy scopre che il clima è condizionato dalle azioni dell'uomo, come l'inquinamento, e costruisce una strana macchina che può cambiare il tempo a proprio piacimento.
Purtroppo per colpa della macchina un fulmine colpisce in testa Van Ruben che sviene e si risveglia afflitto da una strana condizione: quando è di buon umore, anche il tempo è buono, mentre quando si innervosisce provoca un temporale.
Tracy impara a proprie spese che non si deve scherzare con il meteo e Bill spedisce Van Ruben in Africa, dove il suo cattivo umore sarà utile per provocare abbondanti piogge.